# Landnámabók
Landnámabók (literalmente O Livro da Colonização) é um manuscrito medieval islandês, no qual está descrito em pormenor o povoamento ("landnám") da Islândia pelos nórdicos entre os séculos IX e X.
Foi escrito no século XII, possivelmente por Ari, o Sábio, não existindo todavia o original, mas sim cópias feitas por volta do século XIII. Está guardado no Instituto Árni Magnússon em Reiquiavique na Islândia.

## Landnáma
O Landnámabók é dividido em 5 partes, tendo mais de 100 capítulos. A primeira parte narra como a terra (Islândia) foi encontrada, as primeiras ações dos colonos e suas posteriores explorações, que começaram no oeste e terminaram no sul.  Conta eventos históricos importantes relacionados às famílias no século XII, e peculiaridades dessas famílias; descreve mais de 3.000 pessoas e 1.400 assentamentos.  Lista 435 homens como os colonos iniciais; a maioria deles fixou-se em partes do norte e do sudoeste da ilha.  Continua a ser uma fonte inestimável sobre a história e a genealogia do povo islandês.  Sugere-se um único autor para a obra, mas há quem creia que foi escrita por várias pessoas.

## Versões sobreviventes
As versões de sobreviventes datam o Landnámabók a partir da segunda metade do século VIII ou um pouco mais tarde, embora se sugira que possa ter sido composto antecipadamente por Ari, o Sábio (1068-1148). O povoamento inicial da Islândia em grande parte ocorreu entre 870 e 930, mas Landnámabók menciona descendentes significativamente mais tarde do que o período de assentamento, pelo menos até o século XI.